# 와키사카 야스오리
와키사카 야스오리(일본어: 脇坂 安宅, 1809년 ~ 1874년)는 막말의 다이묘이다. 에도 막부 노중. 하리마 다쓰노번 제9대 번주. 다쓰노번 와키사카가(龍野藩脇坂家) 제11대 당주.

## 등장 작품

### 드라마
- NHK 대하드라마
  - 《아츠히메》 (2008년) - 사쿠라기 켄이치

## 같이 보기
- 다쓰노 신사

| 전임 와키사카 야스타다 | 제9대 다쓰노번 번주 (와키사카씨) 1841년 ~ 1862년 | 후임 와키사카 야스아야 |

| 전임 나이토 노부치카 | 제50대 교토쇼시다이 1851년 ~ 1857년 | 후임 혼다 다다모토 |